# Frontón México
El Frontón México es un recinto de pelota vasca ubicado en la Plaza de la República, en la colonia Tabacalera de la Ciudad de México. Inaugurado el 10 de mayo de 1929, permaneció cerrado hasta el 10 de marzo de 2017 para convertirse en un centro de espectáculos multifuncional para todo tipo de entretenimiento. Denominada como la casa del jai alai en México y se realizan importantes torneos con pelotaris de talla internacional. 
Fue el primer recinto techado para eventos deportivos de gran escala en la capital mexicana. Actualmente, Frontón México es un centro de entretenimiento del siglo XXI que "tiene la capacidad de acoger una amplia variedad de eventos deportivos, culturales y artísticos".

## Historia
En 1895 fue inaugurado "Eder Jai", el primer recinto de pelota vasca en la Ciudad de México, un deporte muy popular. Debido al éxito de este recinto fue abierto "Jai-Alai" y luego el afamado Frontón Nacional en la calle Allende del Centro Histórico. Estos lugar fueron clausurados por la prohibición de apuestas por el gobierno, pudiendo reabrir solo el Nacional. En 1923 fue inaugurado también el Frontón Hispano-Mexicano, en la esquina de las calles Balderas y Colón, que se convertiría en el Real Cinema. Otros frontones populares fueron El estudiante en Paseo de la Reforma y la calle Donato Guerra o el Euzkalduna en la calle Lucerna de la actual colonia Juárez.
De arquitectura art decó, la primera piedra del edificio fue puesta en 1928 y fue Emilio Portes Gil quien lo inauguró el 10 de mayo de 1929, convirtiéndose a lo largo de las décadas en un sitio popular en la capital. Fue diseñado por los arquitectos Teodoro Kunhardt y Joaquín Capilla. Tiene dos fachadas en pan coupé, con el nombre del edificio grabado, y planos sucesivos rectilíneos y sobrios, así como ventanas ochavadas. Posee distintos relieves de estilo también art decó. El frontis del frontón fue hecho con mármol sobrante del Palacio de Bellas Artes.
En su época de máximo esplendor era un sitio concurrido por la élite capitalina y por mucha gente famosa, quienes realizaban apuestas millonarias en sus instalaciones. En 1939 se fundó en este sitio el Partido Acción Nacional. Era riguroso el acceso con saco y corbata para los hombres, quienes en caso de no portar ambas prendas, podían rentarlas en el mismo inmueble. En este recinto figuraron grandes nombres de la pelota vasca como Aquiles Elorduy. El 30 de agosto de 1943 en este sitio se realizó un multitudinario acto de despedida al poeta chileno Pablo Neruda. Fue sede de las competencias de frontón de los Juegos Olímpicos de México 1968. Fue sede de los campeonatos "Fernando Diez Barroso" y el Campeonato Mundial de Jai Alai.
Todavía en 1991 se apostaban 400 millones de pesos de la época, diarios. El 2 de octubre de 1996 luego de conflictos entre sus dueños y concesionarios, fue cerrado en acuerdo del nuevo dueño Miguel del Río, quien acordó una huelga con los trabajadores y pelotaris para evitar la quiebra. Al momento de cerrar tenía 489 empleados. En 2009 hubo un punto de acuerdo en la Cámara de Diputados para promover su reapertura, que se anunció en 2010 y no ocurrió.
El 8 de  marzo de 2017 la Secretaría del Trabajo y Previsión Social (STPS) informó que luego de dos décadas, la huelga en el Frontón México llegó a su fin. Se trataba del paro más longevo que se encontraba vigente en la Junta Federal de Conciliación Arbitraje. El fallo de la junta condenó a la empresa, al pago de los salarios caídos a los huelguistas.
En diciembre de 2015 comenzó el proceso de restauración y acondicionamiento del edificio, el cual fue llevado a cabo por el arquitecto mexicano José Moyao López -con la supervisión del Instituto Nacional de Bellas Artes- y tuvo un costo de 35 millones de dólares. El 10 de marzo de 2017 el Frontón México abrió sus puertas al público en una ceremonia encabezada por el jefe de gobierno de la ciudad Miguel Ángel Mancera y que contó con la asistencia de empresarios como Carlos Slim y Arturo Elías Ayub,   en el edificio se acondicionó también un casino y un escenario movible para ofrecer diferentes espectáculos.